# Cantone di Hénin-Beaumont-1
Il Cantone di Hénin-Beaumont-1 è una divisione amministrativa dell'Arrondissement di Lens.
È stato costituito a seguito della riforma approvata con decreto del 24 febbraio 2014, che ha avuto attuazione dopo le elezioni dipartimentali del 2015.

## Composizione
Comprende parte della città di Hénin-Beaumont e i 3 comuni di:
- Dourges
- Montigny-en-Gohelle
- Oignies